# Gauliga Generalgouvernement
La Gauliga Generalgouvernement era la principale manifestazione calcistica nel Governatorato Generale, la regione della Polonia annessa alla Germania nel 1939 e non inclusa in nessun Gau. Questo campionato ebbe luogo fra il 1941 ed il 1945.

## Storia
La Gauliga Generalgouvernement venne introdotta nel 1941, ma non divenne mai realmente una lega vera e propria. Esistette solamente come turno di campionato per i campioni dei quattro distretti del Governatorato:
- Cracovia
- Lublino
- Radom
- Varsavia

Ai club polacchi non era permesso di partecipare alla competizione, cui furono ammesse solo le formazioni della minoranza tedesca, che rappresentava solamente il 2% della popolazione della Polonia.
Nella stagione 1941-42 i quattro distretti giocarono semifinali in gara singola, con i vincitori a disputare la finalissima e i perdenti alla gara per il 3º posto. Il vincitore della finale invece partecipò al campionato nazionale tedesco. 
Si sa poco della stagione successiva, ma il regolamento rimase lo stesso per l'edizione 1943-44, il che suggerisce che fu lo stesso anche per il 1942-43.
Il collasso del regime nazista ebbe il suo riflesso anche sul campionato del Governatorato Generale ed ogni attività calcistica terminò nel 1944.

## Vincitori e piazzati della Gauliga Generalgouvernment
| Stagione | Vincitore            | Secondo posto          |
| 1941-42  | LSV Boelcke Cracovia | Luftwaffen SV Warschau |
| 1942-43  | LSV Adler Deblin     | sconosciuto            |
| 1943-44  | LSV Mölders Cracovia | DTSG Tschenstochau     |

Altri club:
- Luftwaffen SV Lublin (1943/44)
- Luftwaffen SV Radom (1941/42)
- Rembertów Warschau (1943/44)
- SS und Polizei Lublin (1941/42)

- Nel 1943 lo SG Warschau prese parte al campionato tedesco al posto della Luftwaffen SV Adler Deblin